# Kato Platres
Kato Platres (griechisch Κάτω Πλάτρες, früher Tornarides) ist eine Gemeinde im Bezirk Limassol in der Republik Zypern. Bei der Volkszählung im Jahr 2021 hatte sie 123 Einwohner.

## Name
Einer Version zufolge stammt der Name „Platres“ von dem Wort „Pratria“ oder „Pratra“ (Verkäuferin). Anfangs lebte im Dorf eine Weberin, die ihre Werke webte und verkaufte. Die Zahl der Weber in der Gegend wuchs und so wurde das Dorf „Pratries-Prates“ genannt und dann tauchten „Platras“ und „Platres“ auf. Die Verwendung des Plurals „Platres“ wurde verwendet, weil „Platres“ zwei Dörfer sind, Pano Platres und Kato Platres. In der Vergangenheit war Kato Platres als „Tornarides“ bekannt, weil die Einwohner von Kato Platres mit der Herstellung von Vasen beschäftigt waren.

## Lage und Umgebung

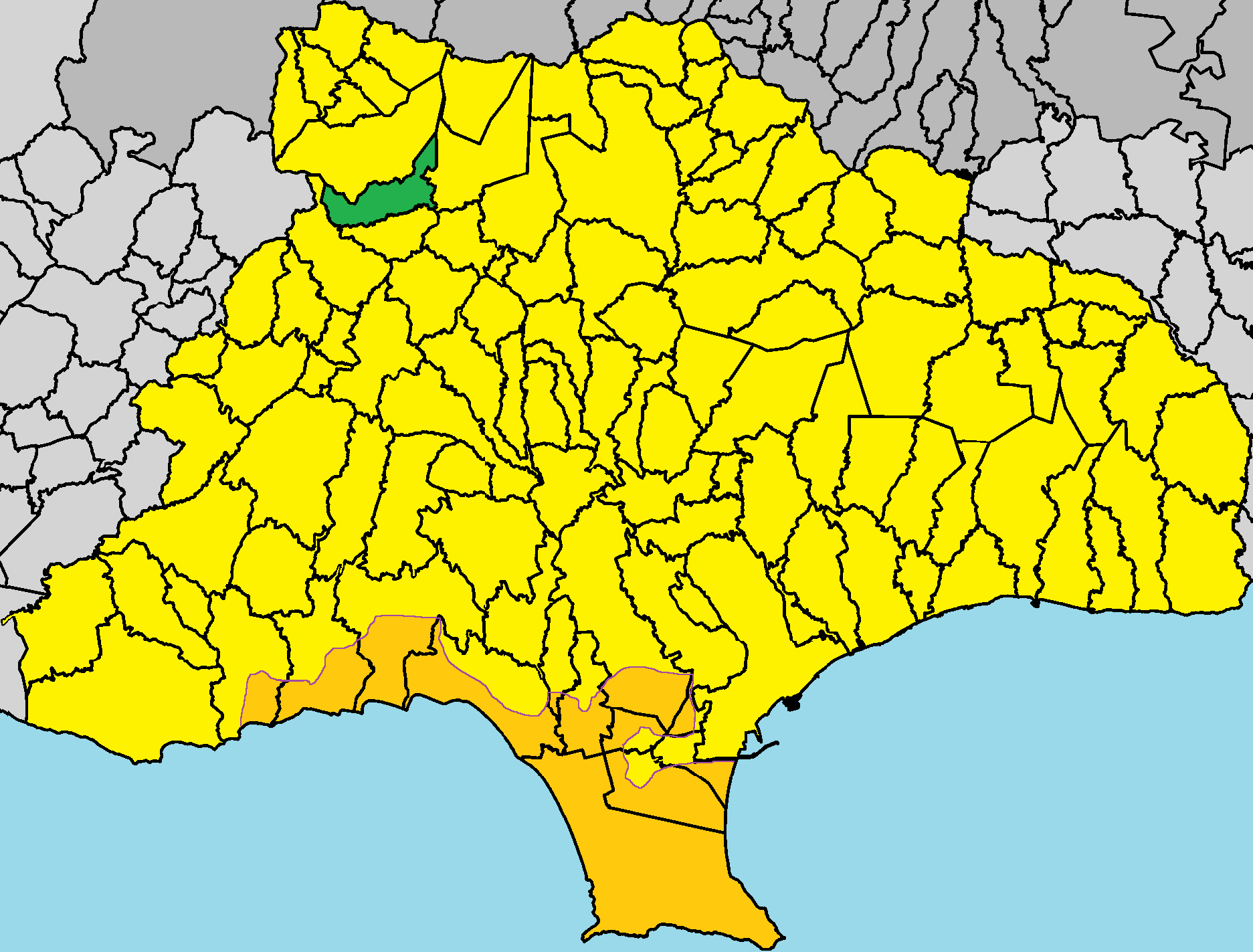
Lage im Bezirk Limassol

Kato Platres liegt auf der Mittelmeerinsel Zypern auf einer Höhe von etwa 900 Metern, etwa 24 Kilometer nordwestlich von Limassol und 46 Kilometer südwestlich der zypriotischen Hauptstadt Nikosia. Der größere Bereich des Dorfes ist unbebaut, in dem es wilde Vegetation gibt. Auf der Ackerfläche des Dorfes werden Weinreben, Kirschen, Apfelbäume, Birnbäume, Pflaumenbäume und Pfirsichbäume angebaut. Das etwa 8,7 Quadratkilometer große Dorf grenzt im Osten an Pano Platres, im Süden an Mandria, im Südosten an Omodos und im Norden an Fini.